# Kolhoz
Kolhoz (orosz "коллективное хозяйство", azaz közös gazdaság szóösszevonással keletkezett rövidítése) a Szovjetunió mezőgazdaságának tipikus termelőszövetkezeti formája. Szemben a szovhozzal (orosz: szovjetszkoje hozjajsztvo, azaz szovjet gazdaság), ahol minden állami tulajdonban állt, a kolhoz elvileg olyan termelőszövetkezet volt, amelyet a dolgozó parasztok „önkéntes” társulással, állami tulajdonban álló földön hozták létre.

## A kolhozok hivatalos jellemzői
- a termelési eszközök a szövetkezet tulajdona
- a megtermelt javak a szövetkezet tulajdona
- kizsákmányolástól mentes munkavégzés a közösben
- a tagok részesedése a termelés mennyisége és minősége alapján

## A kolhozok a valóságban
Bár a kolhoz egy modernizációs kísérlet volt a forradalom előtt igen elmaradott mezőgazdaság fejlesztésére, emberi tragédiákba és nyomorba torkollott az önkéntesség elvének teljes figyelmen kívül hagyása, másrészt az ígért anyagi ösztönzés hiánya miatt. A Szovjetunióban az 1930-as évekre fejeződött be a mezőgazdaság „szocialista átalakítása”, amely a nagyüzemi gazdálkodás bevezetése mellett például Ukrajnában több millió ember halálát követelő éhínséggel párosult.

## A kolhozok és a magyar termelőszövetkezetek
A magyar Tanácsköztársaság a szovjet-orosz modellt vette át, tehát a földet nem osztotta fel és állami tulajdonban hagyta. A második világháború után  Magyarországon, az önkéntesség teljes mellőzésével, bevezették a  kolhoz-modellt. Amikor a visszaéléseket feltáró Nagy Imre kormányfő 1953-ban elhatárolódott, sorra szűntek meg a termelőszövetkezetek. A kádári konszolidáció részeként ismét hozzákezdtek a mezőgazdaság kollektivizálásához („a mezőgazdaság szocialista átszervezéséhez”), amely Magyarországon hivatalosan 1961-ben befejeződött, miután a mezőgazdaságban is „uralkodóvá váltak a szocialista termelési viszonyok”.  A magyar termelőszövetkezetek az 1960-as években már jelentősen eltértek a szovjet kolhozoktól: lehetővé tették a háztáji gazdálkodást és a jövedelmet ún. munkaegységek alapján osztották fel.